# Hebraistyka

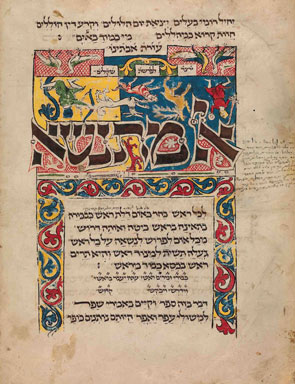
Karta z XIV-wiecznego manuskryptu w języku hebrajskim

Hebraistyka – nauka badająca język hebrajski, literaturę w tym języku, kulturę i historię obszarów hebrajskojęzycznych, łącznie z dziejami judaizmu. Hebraistykę można uznać za dział semitystyki i szerszej orientalistyki. Jest też uznawana za naukę pomocniczą biblistyki.
Dziedziną pokrewną jest judaistyka, in. studia żydowskie – obejmująca swym zasięgiem wiele różnych dziedzin związanych z życiem żydowskim i badająca je w np. w kontekście socjologii, nauk politycznych czy gender studies. W odróżnieniu od judaistów, hebraiści stawiają w centrum zainteresowań naukowych filologię hebrajską – badanie języka i jego literatury.

## Historia

### Starożytność
Badania nad językiem hebrajskim mają blisko dwutysiącletnią tradycję. Początkowo językiem i literaturą hebrajską zajmowali się głównie Żydzi. Już w okresie Drugiej Świątyni działali pisarze, którzy przepisywali święte księgi judaizmu. Zaczęły też powstawać targumy i przekłady Biblii hebrajskiej na inne języki. Po powstaniu chrześcijaństwa, z powodów religijnych, literaturę biblijną zaczęli badać także nie-Żydzi. W III wieku n.e. Orygenes opracował Heksaplę, czyli swego rodzaju poliglotę z sześcioma równoległymi kolumnami tekstu – z oryginalnym tekstem starotestamentowym, jego grecką transkrypcją i kilkoma różnymi przekładami na grekę. Na przełomie IV/V wieku Hieronim dokonał przekładu Biblii na łacinę, który stał się oficjalnym przekładem Kościoła katolickiego, powszechnie znanym pod nazwą Wulgata. W VI wieku zaczęli działać masoreci, wprowadzając pierwsze terminy gramatyczne oraz stosowany do dziś system oznaczania samogłosek w tekście hebrajskim, który normalnie jest spółgłoskowy, to jest nie zaznacza samogłosek.

### Średniowiecze
W średniowieczu badania nad gramatyką hebrajską prowadzono zwłaszcza w Hiszpanii pod panowaniem arabskim. Traktaty naukowe powstawały wówczas w języku arabskim. Najwybitniejszym gramatykiem tego okresu był Saadja Gaon (IX/X wiek), uznawany za autora pierwszej gramatyki hebrajskiej i pierwszego słownika tego języka. Saadja Gaon rozpoczął „złoty okres” gramatyki hebrajskiej. Przez kolejne dwieście lat powstawały liczne, głównie arabskojęzyczne, dzieła z tej dziedziny. W Jerozolimie działali karaimscy uczeni, m.in. Abu al-Faradż Harun oraz leksykograf Dawid ben Awraham al-Fasi. Żyjący na dworze kalifa kordobańskiego Menachem ibn Saruk stworzył hebrajskojęzyczny słownik Machberet (hebr. מחברת). Jego uczeń, Jehuda ben Dawid al-Fasi Chajjudż, wprowadził wykorzystywaną do dziś w nauce gramatyki teorię trójspółgłoskowości rdzenia hebrajskich słów. Na przełomie XII/XIII wieku, wraz z pojawieniem się w Hiszpanii dynastii Almohadów, uczeni żydowscy przenieśli się z Półwyspu Iberyjskiego na tereny dzisiejszych Włoch i południowej Francji, zaś traktaty gramatyczne zaczęto tłumaczyć na inne języki, rozpowszechniając je w całej Europie. W tym okresie działali też gramatycy z rodziny Kimchi (Josef Kimchi i synowie: Dawid i Mosze). Josef Kimchi dokonał nowej klasyfikacji samogłosek języka hebrajskiego. Dawid Kimchi był autorem gramatyki Michlol (hebr. מכלול – „zbiór”, „całość”).

### Renesans
W okresie renesansu, w związku z trendem powrotu do antycznych źródeł kultury europejskiej, odżyło zainteresowanie hebraistyką w świecie chrześcijańskim. Dwaj niemieccy humaniści, Konrad Pelikan (Pellicanus) i Johannes Reuchlin, napisali łacińskie gramatyki języka hebrajskiego. Znaczący wkład w rozwój hebraistyki renesansowej wniósł także Elijahu Lewita (1468–1549), znany jako Elijahu Bachur, autor m.in. rozprawy Masoret ha-masoret (hebr. מסורת המסורת).

### Nowożytność

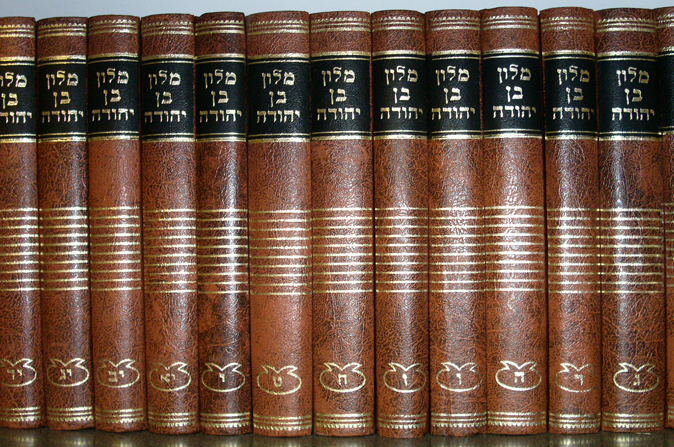
Współczesne wydanie słownika Ben Jehudy

XVI–XVII-wieczni hebraiści to m.in.: Sebastian Münster, Johannes Buxtorf i jego syn, Johannes Buxtorf młodszy. W XVIII wieku działali: filolog komparatysta Albert Schultens oraz biblista Johann David Michaelis. Jean Astruc zapoczątkował hipotezę rozwiniętą potem m.in. przez Juliusa Wellhausena, znaną jako teoria źródeł, hipoteza czterech źródeł lub teoria uzupełnień. Zrewolucjonizowała ona nie tylko badania nad literaturą biblijną, ale też myślenie o Biblii jako o piśmie świętym, natchnionym, i o procesie jego powstawania. W 1813 ukazała się monumentalna Hebräische Grammatik Wilhelma Geseniusa. Jednym z ważniejszych hebraistów pierwszej połowy XX wieku był Paul Kahle, redaktor krytycznego wydania Biblii znanego jako Biblia hebraica.
W kręgach żydowskich rozwój nowożytnej hebraistyki związany jest z ruchem oświeceniowym zwanym haskalą oraz rewernakularyzacją (ponownym upotocznieniem się) języka hebrajskiego. Wielki wkład w proces rewernakularyzacji miał Eliezer ben Jehuda, autor słownika hebrajskiego dawnego i współczesnego, twórca wielu neologizmów, z których większość przyjęła się i stanowi obecnie normę językową. Ben Jehuda powołał też Radę Języka Hebrajskiego (1890). Jej funkcję we współczesnym Izraelu pełni Akademia Języka Hebrajskiego.

## Hebraistyka w Polsce
W Polsce studia w zakresie hebraistyki prowadzone są w następujących szkołach wyższych:
- Uniwersytet im. Adama Mickiewicza w Poznaniu (Zakład Hebraistyki, Arameistyki i Karaimoznawstwa UAM)
- Uniwersytet Warszawski (Zakład Hebraistyki UW)
- Wyższa Szkoła Filologii Hebrajskiej w Toruniu - działała w latach 2009-2016.

Ponadto lektoraty z języka hebrajskiego prowadzone są na studiach judaistycznych w następujących szkołach wyższych:
- Uniwersytet Jagielloński w Krakowie (Instytut Judaistyki UJ)
- Uniwersytet Marii Curie-Skłodowskiej w Lublinie (Zakład Kultury i Historii Żydów UMCS)
- Uniwersytet Wrocławski (Studium Kultury i Języków Żydowskich UWr)
- wydziały teologiczne wielu uczelni, m.in. Chrześcijańskiej Akademii Teologicznej w Warszawie (nauka hebrajskiego biblijnego)